# 圣佩尔港
圣佩尔港（法語：Port-Saint-Père，法語發音：[pɔʁ sɛ̃ pɛʁ] ⓘ）是法国大西洋卢瓦尔省的一个市镇，属于南特区。

## 地理
圣佩尔港（47°7'59"N, 1°44'54"W）面积32.57 平方千米，位于法国卢瓦尔河地区大区大西洋卢瓦尔省，该省份为法国西北部沿海省份，位于布列塔尼半岛东南部，北起伊勒-维莱讷省，西北接莫尔比昂省，西临大西洋，南至旺代省，东临曼恩-卢瓦尔省。
与圣佩尔港接壤的市镇（或旧市镇、城区）包括：布兰、雷地区谢、鲁昂斯、圣伊莱尔德沙莱翁、圣莱热莱维涅、圣马尔德库泰、圣帕扎娜。

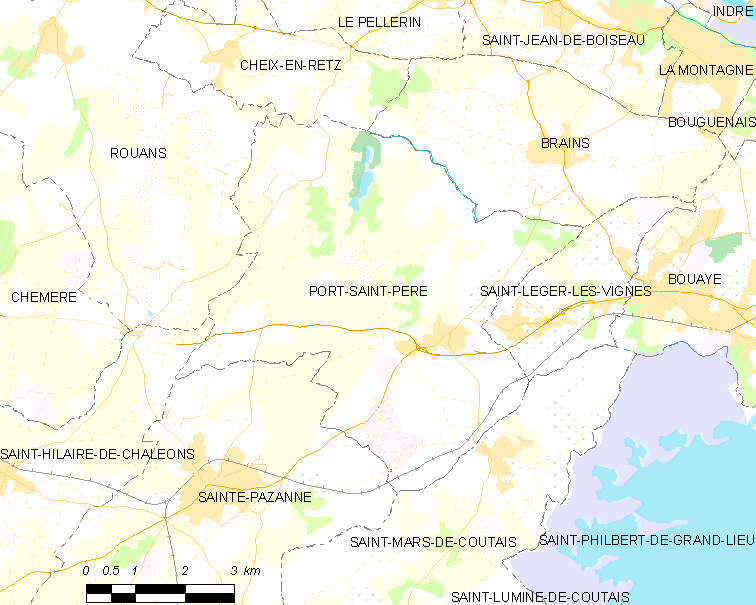
圣佩尔港的OSM定位图

圣佩尔港的时区为UTC+01:00、UTC+02:00（夏令时）。

## 行政
圣佩尔港的邮政编码为44710，INSEE市镇编码为44133。

## 政治
圣佩尔港所属的省级选区为马什库勒-圣梅姆县。

## 人口

1962-2008年间圣佩尔港人口变化图示

圣佩尔港于2022年1月1日时的人口数量为3046人。